# 米尔顿·莱瑟姆
米尔顿·莱瑟姆（Milton Latham，1827年5月23日—1882年3月4日），美国律师、政治家，民主党人，曾任美国众议院议员（1853年-1855年）、加利福尼亚州州长（1860年）和美国参议院议员（1860年-1863年）。
1860年，莱瑟姆被加利福尼亚州立法机关选举为美国参议院议员，以顶替已逝世的戴维·C·布罗德里克。莱瑟姆随后辞去加利福尼亚州州长一职，此时距离州长宣誓就职过去仅仅五天，莱瑟姆因此成为历史上任职时间最短的加利福尼亚州州长。